# Golfo Šel'pinskaja
Il golfo Šel'pinskaja (in russo губа Шельпинская?, guba Šel'pinskaja) è un'insenatura lungo la costa settentrionale russa, nell'oblast' di Murmansk, amministrata dal Kol'skij rajon. È situato nella parte centro-meridionale del mare di Barents.

## Geografia
Il golfo si apre verso nord, sulla costa settentrionale della penisola di Kola, alcuni chilometri a est del villaggio di Dal'nie Zelency. L'ingresso si trova tra capo Dosčatij (мыс Досчатый) a ovest e capo Šel'pin (мыс Шельпин) a est. Ha una forma a ferro di cavallo, che va a restringersi nella parte sudorientale; la sua lunghezza è di circa 2 km mentre la sua larghezza massima è di 2,2 km all'ingresso. La profondità massima è di 20 m.
Le coste sono ripide scogliere di granito e raggiungono un'altezza massima di 70,3 m s.l.m. Le acque sono soggette a variazioni di marea di 4 m.
Nel golfo sfociano due brevi corsi d'acqua.
Nella parte centro-orientale si trovano le isole Šel'pinskie (острова Шельпинские), un gruppo di circa venti tra isolotti e scogli.

## Storia
Agli inizi del XX secolo, nel golfo si trovava un pratico punto d'ancoraggio. Sulle sue rive sorgeva una stazione di pesca industriale e una fabbrica a vapore dello stabilimento di pescatori di Murmansk "Savin". In quel periodo venivano pescati, in media, fino a 114 tonnellate di merluzzo e fino a 32 tonnellate di eglefino all'anno.